# Visual Paradigm
Visual Paradigm (auch Visual Paradigm for UML) ist ein UML-Werkzeug von Visual Paradigm International mit Sitz in Hongkong. Es handelt sich um eine Desktop-Software für Windows, Linux und macOS. Das CASE-Tool unterstützt die Modellierung von Software mit weit verbreiteten Modellierungssprachen wie UML und SysML. Einsatzbereiche sind die Anforderungserhebung sowie die Codegenerierung, auch für Datenbanken.
Visual Paradigm ist bereits seit mehreren Jahren auf dem Markt und hat seither mehrere Auszeichnungen erhalten. Darüber hinaus fand das Produkt in Fachliteratur und wissenschaftlichen Aufsätzen Beachtung.

## Lizenzierung
Visual Paradigm vertreibt die Software in verschiedenen Lizenzierungsstufen.
Die freie „Community Edition“ ist die kleinste Version, sie bietet nur einen begrenzten Funktionsumfang an. Das Programm lässt sich nutzen, um alle Typen von UML- und SysML-Diagrammen zu editieren und zu drucken. Die ausgedruckten Diagramme werden aber mit einer Inschrift versehen.
Die „Systemmodeler Edition“ ist vergleichbar mit der Community Edition, ist vom Inschriftzwang befreit und bietet außerdem die BPMN Notation an.
Die „Professional Edition“ ist die größte Version für Einzelpersonen und bietet maximalen Funktionsumfang für UML-Entwicklung.

## Diagrammeditor

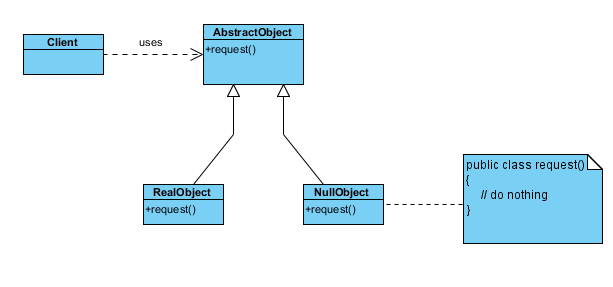
Beispiel eines in VP erstellten Diagramms

Der Diagrammeditor zeichnet Diagramme in UML, SysML, ERD und BPMN. Die Software kann den Entwicklungsprozess mit Wireframes von der Oberfläche und Dokumentationsgeneration unterstützen.
Außerdem können gewisse Diagrammtypen mit Animations- und Simulationwerkzeugen virtuell ausgeführt werden.